# Långtjärnet (Kila socken, Värmland)
Långtjärnet är en sjö i Säffle kommun i Värmland och ingår i Göta älvs huvudavrinningsområde.